# Suleimán Raisuni
Suleimán Raisuni o Soulaimane Raissouni (en árabe: سليمان الريسوني‎; Alcazarquivir, 5 de junio de 1972) es un periodista marroquí. Fue director del diario Akhbar Al Youm, medio ya desaparecido conocido por sus editoriales críticos contra el Gobierno marroquí.

## Detención
Raisuni asumió en 2018 la dirección editorial del diario Akhbar Al Youm, después de que su editor, el periodista Taoufik Bouachrine, fuera condenado a 15 años de prisión por violación, intento de violación y trata de personas.
Al igual que Omar Radi, otro periodista marroquí, fue detenido por la policía el 22 de mayo de 2020, por un supuesto delito sexual. Fue sentenciado el 9 de julio de 2021 por violación con violencia y confinamiento forzoso.
Suleimán Raisuni es hermano de Ahmed Raïssouni y tío de Hajar Raissouni.